# Ippolito
Ippolito är en kulle i Antarktis. Den ligger i Östantarktis. Nya Zeeland gör anspråk på området. Toppen på Ippolito är 150 meter över havet.
Terrängen runt Ippolito är kuperad norrut, men åt sydväst är den bergig. Havet är nära Ippolito åt nordost. Trakten är obefolkad. Det finns inga samhällen i närheten.